# Яссін Меріах
Яссін Меріах (араб. ياسين مرياح, нар. 2 липня 1993, Ар'яна) — туніський футболіст, півзахисник клубу «Аль-Айн» та національної збірної Тунісу.

## Клубна кар'єра
Народився 2 липня 1993 року в місті Ар'яна. Вихованець футбольної школи клубу «Аріана». У сезоні 2013/14 років він перейшов у клуб «Мітлаві», в якій провів два сезони, взявши участь у 27 матчах чемпіонату.
Меріах привернув увагу представників «Сфаксьєна», однієї з найтитулованіших команд Тунісу, який підписав з Меріахом контракт під час сезону 2014/15 років. З першого сезону у клубі Яссін був ключовою фігурою у складі команди і зумів зіграти на багатьох захисних позиціях. За понад три роки відіграв за сфакську команду 81 матч у національному чемпіонаті.
28 липня 2018 року з 1,5 мільйона євро перейшов до грецького «Олімпіакоса», з яким уклав чотирирічний контракт.

## Виступи за збірну
У 2015 році у складі олімпійської збірної Тунісу Меріах взяв участь у Кубку Африки для гравців не старше 23 років у Сенегалі. На турнірі він зіграв у всіх трьох матчах, але його збірна не вийшла з групи.
13 червня 2015 року в матчі проти збірної Марокко Яссін Меріах дебютував у складі збірної Тунісу. 1 вересня 2017 року в відбірковому матчі до чемпіонату світу 2018 року проти збірної ДР Конго він забив свій перший гол за національну команду.
Наступного року у складі збірної був учасником чемпіонату світу 2018 року в Росії.